# Josef Taus

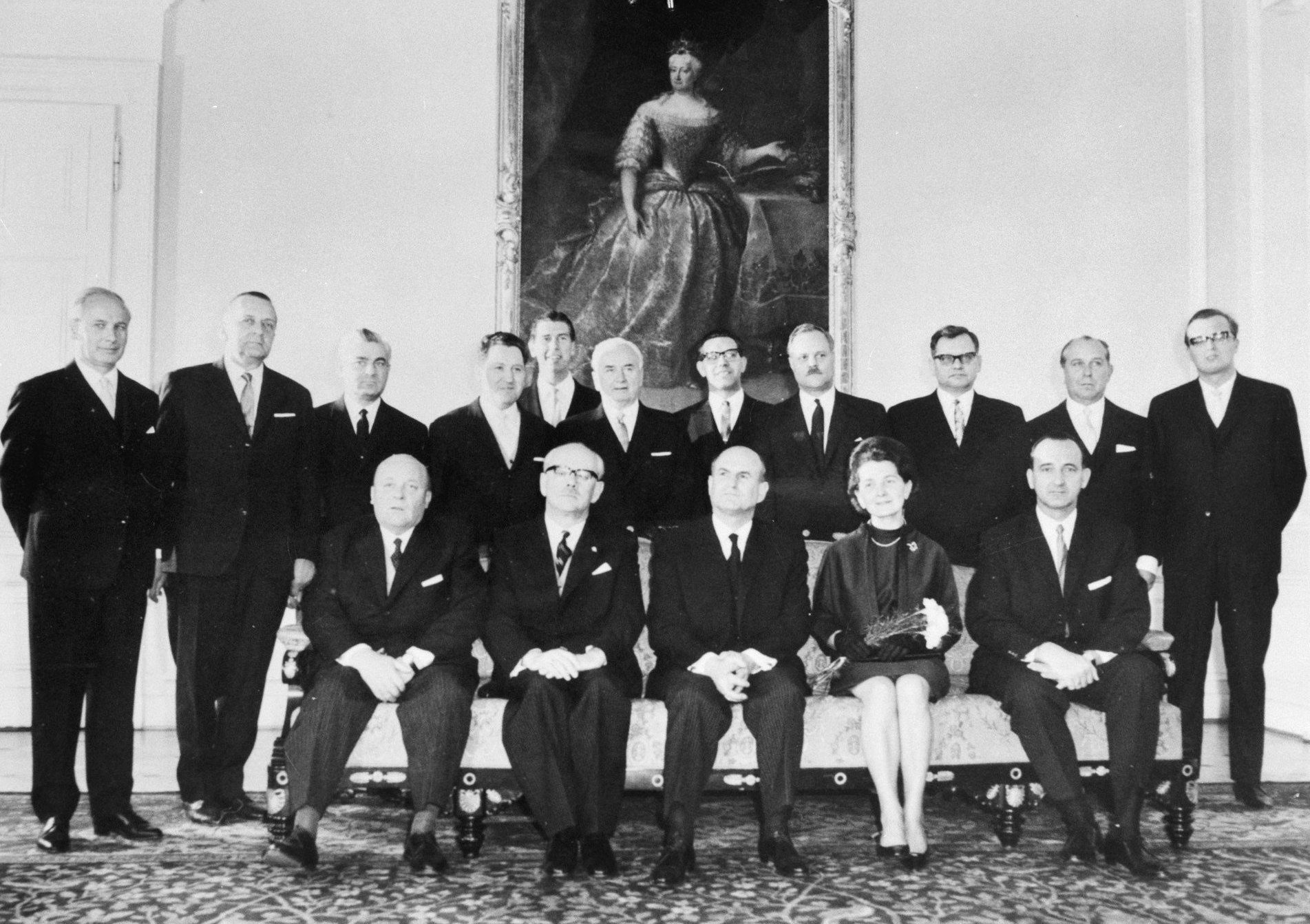
Bundesregierung Klaus II, Josef Taus, stehend, erster von rechts

Josef Taus (* 8. Februar 1933 in Wien; 14. Dezember 2024) war ein österreichischer Industrieller, Manager und Politiker (ÖVP).

## Leben
Josef Taus stammte aus einfachen Verhältnissen, wurde im Krieg katholisch sozialisiert und erarbeitete sich als Werkstudent seine akademische Ausbildung. Während seines Studiums der Rechtswissenschaften an der Universität Wien arbeitete Taus als Wirtschaftsredakteur der Wiener Zeitung, engagierte sich im ÖAAB und schrieb Reden für die Finanzminister Eduard Heilingsetzer und Josef Klaus. Nach seinem Studium begann er, sich im Institut für Sozialpolitik und Sozialreform – dem späteren Dr.-Karl-Kummer-Institut – zu engagieren. Dort lernte er seinen Mentor, den Sozialpolitiker und Philosophen Karl Lugmayer, kennen. Taus war danach lange Obmann des Instituts.
Taus war in der Bundesregierung Klaus II (1966–1967) Staatssekretär für Verkehr und verstaatlichte Industrie. Der auch beim politischen Gegner SPÖ angesehene Taus war von 1967 bis 1975, also auch unter der Kanzlerschaft von Bruno Kreisky, Aufsichtsratsvorsitzender der ÖIG beziehungsweise ÖIAG. Von 1968 bis 1975 war er Vorstandsvorsitzender der Girozentrale der österreichischen Sparkassen, in der er schon vorher in Spitzenpositionen tätig gewesen war.
Von 1975 bis 1979 war er Bundesparteiobmann der Österreichischen Volkspartei, von 1975 bis 1991 Abgeordneter zum Nationalrat und Wirtschaftsexperte der ÖVP. Am 17. Jänner 1978 übernahm er von Stephan Koren an der Seite des geschäftsführenden Vorsitzenden Alois Mock das Amt des Klubobmanns des ÖVP-Parlamentsklubs, das er am 7. Juli 1979 vollständig an Mock abgab. Bei den Nationalratswahlen 1975 und 1979 kandidierte er als ÖVP-Bundesparteiobmann mit der Absicht, Bruno Kreisky als Bundeskanzler zu ersetzen.
Taus war danach einige Jahre in Spitzenpositionen der 1969 vom Industriellen Herbert Turnauer gegründeten Constantia Industrieholding  AG tätig. Die Sanierung der KTM AG misslang zu Ende der 1980er Jahre, und es kam zu einer konflikthaften Trennung von Turnauer. 1989 verließ Taus gemeinsam mit den Vorstandskollegen Manfred Leeb und Herbert W. Liaunig die Turnauer-Gruppe. Mit der neu gegründeten Management Trust Holding AG (MTH) wollten sie einen österreichischen Privatkonzern aufbauen und angeschlagene Firmen kaufen. Taus zog sich seitdem immer mehr von der Politik zurück. Sein Engagement in osteuropäischen Mobilfunkgesellschaften gemeinsam mit Martin Schlaff seit 2002 (Mobiltel Bulgarien) wurde vor allem 2005 bei staatlichen Sanktionen Serbiens gegen Mobtel international bekannt.
Er war Mitglied der katholischen Studentenverbindungen K.A.V. Bajuvaria Wien (ab 1951) und K.Ö.H.V. Nordgau Wien (ab 1963) im ÖCV. Taus starb am 14. Dezember 2024 im Alter von 91 Jahren.  Er wurde am Grinzinger Friedhof bestattet.

## Auszeichnungen
- Großes Goldenes Ehrenzeichen mit dem Stern für Verdienste um die Republik Österreich
- 2003: Großes Goldenes Ehrenzeichen des Landes Steiermark[10]
- 2013: Julius-Raab-Medaille[11]